# Egbéka
Egbeka est le neuvième Oba du Bénin, régnant de 1370 à 1400 apr. J.-C. Il est le fils aîné d'Oba Ohen et accède au trône après la mort de son père.

## Biographie

### Troubles internes

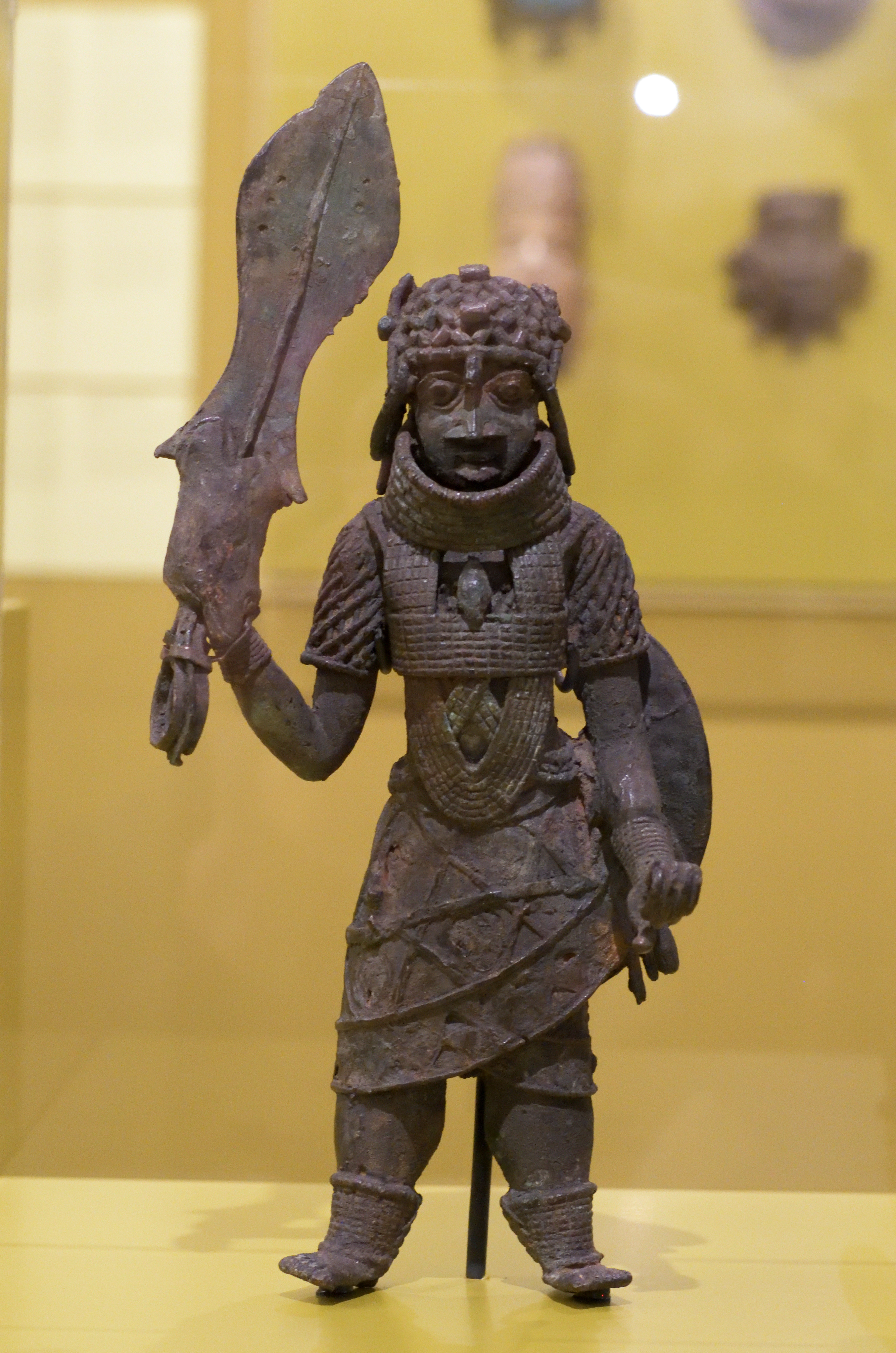
Figurine représentant Oba Egbeka portant l'épée sacrée Eben.

Les informations sur les débuts d'Oba Egbeka sont limitées. En tant que fils aîné d'Oba Ohen, il est le prochain sur le trône. Son ascension est précédée par une période de troubles civils et de luttes de pouvoir au sein du royaume. Une autre version traditionnelle considère qu'Egbeka est le fils d'Oguola, cependant ce récit est réfuté par plusieurs autres récits.
Des critiques remettent en doute la légitimité d'Egbeka, estimant que son lignage ne respecte pas la tradition. Un prétendant du nom d'Avwaike, dont la naissance n'est pas considérée légitime, fuit la ville à la suite de ces conflits de succession. Egbeka décide d'envoyer des troupes afin de le combattre et le poursuit jusqu'au delta du Niger.
Le règne d'Egbeka est marqué par plusieurs guerres civiles avec l'Uzama Nihinron. Ses compétences en matière de gouvernance sont limitées et sa mort n'affecte pas le royaume de manière significative.

### Conflit avec les Uneme
Le règne d'Egbeka est marqué par un conflit avec le peuple Uneme, qui est un peuple réputé pour son travail du fer. Selon la tradition orale, il les soupçonne d'être impliqués dans la mort de son père. Selon les chercheurs, le conflit remonte à la fin du règne d'Oba Ohen car les Uneme se retirent progressivement des activités économiques d'Edo peu avant sa mort. Lorsqu'Egbeko accède au trône, les Uneme rompent leurs liens et cessent de lui rendre hommage par l'intermédiaire d'un tribut. Ainsi, la traditions orales indique que les actions d'Ogbeke à leur égard conduisent au départ des Uneme et à l'établissement de leur communauté vers 1390 apr. J.-C. tandis que les chercheurs estiment que ce départ s'effectue avant 1370,.
Les Uneme sont connus pour leurs compétences en matière de fabrication du fer et leur départ affecte l'économie et les capacités militaires du royaume. Les tensions diplomatiques avec la famille royale des Oba augmentent drastiquement puisqu'ils se montrent également hostiles au prince Ougun, le frère d'Egbeka.
Les campagnes militaires d'Oba Egbeka, notamment contre le peuple Uneme, n'aboutissent pas favorablement. Il tente de soumettre l'Uneme en formant des alliances militaires avec les royaumes yoruba voisins et en utilisant la guerre spirituelle.

### Fin de règne
Les filles d'Egbeka épousent des chefs éminents, ce qui contribue à réduire l'opposition des Uzama et apporte la paix pendant la dernière partie de son règne. Oba Egbeka meurt vers 1400 apr. J.-C., mettant fin à une période de troubles. Oba Orobiru, son frère, lui succède et cherche à stabiliser le royaume après le règne d'Egbeka.

## Incohérences des récits traditionnels
Dans la tradition orale, l'arrivée des Urhobos est située durant le règne d'Oba Egbeka, cependant, la mémoire collective Urhobo ne soutient pas la même versionet fait déjà référence aux Ogisos, suggérant que le peuple migre depuis l'Égypte durant le Xe siècle. L'idée selon laquelle ils migrent durant le règne d'Egbeka est retranscrite par Jacob Egharevba, mais les travaux ultérieurs tendent à le contredire.
Comme pour de nombreux Oba avant le XVe siècle, la datation reste incertaine et est principalement basée sur le travail de récolement de la tradition orale effectué par Jacob Egharevba. En effet, si la généalogie officielle est respectée, cela signifie que la fratrie composée d'Egbeka, Orobiru, Uwaifiokun et Ewuare règne sur le Royaume du Bénin pour 103 ans, ce qui démontre une importante incohérence chronologique. Certaines réévaluations chronologiques de la généalogie considèrent qu'Uwaifiokun et Ewuare sont en réalité les fils d'Orobiru.

## Lectures complémentaires
- R. E. BRADBURY, Benin Studies, Routledge, 10 mai 2020 (ISBN 978-1-138-49211-0)